# Saint-Sulpice-sur-Lèze
Saint-Sulpice-sur-Lèze (okzitanisch: Sent Somplesi) ist eine französische Gemeinde mit 2.288 Einwohnern (Stand: 1. Januar 2022) im Département Haute-Garonne in der Region Okzitanien. Sie gehört zum Arrondissement Muret und zum Kanton Auterive. Ihre Einwohner werden Saint-Sulpiciens genannt.

## Geographie
Die Gemeinde Saint-Sulpice-sur-Lèze liegt an der Grenze zum Département Ariège, etwa 32 Kilometer südsüdwestlich von Toulouse und 14 Kilometer südlich von Muret am Fluss Lèze.
Umgeben wird Saint-Sulpice-sur-Lèze von den Nachbargemeinden Montaut im Westen und Norden, Auribail im Nordosten, Lagrâce-Dieu im Osten, Esperce im Südosten, Lézat-sur-Lèze im Süden sowie Montgazin im Süden und Südwesten.
Durch die Gemeinde führt die frühere Route nationale 622 (heutige D622).

## Geschichte
Saint-Sulpice-sur-Lèze ist eine Bastide, die 1257 von Alfons von Poitiers gegründet wurde. Hier bestand eine Kommanderie des Johanniterordens aus dem 14. Jahrhundert.

### Bevölkerungsentwicklung
| Jahr                       | 1962 | 1968 | 1975 | 1982 | 1990 | 1999 | 2006 | 2012 | 2020 |
| Einwohner                  | 883  | 1010 | 1192 | 1264 | 1423 | 1639 | 1785 | 1900 | 2293 |
| Quellen: Cassini und INSEE |      |      |      |      |      |      |      |      |      |

## Sehenswürdigkeiten
- Kirche Saint-Sulpice aus dem 15./16. Jahrhundert, Monument historique seit 1974
- Eisenkreuz aus dem 18. Jahrhundert, Monument historique seit 1950
- Rathaus aus dem 17. Jahrhundert, Monument historique seit 1950
- Mühle

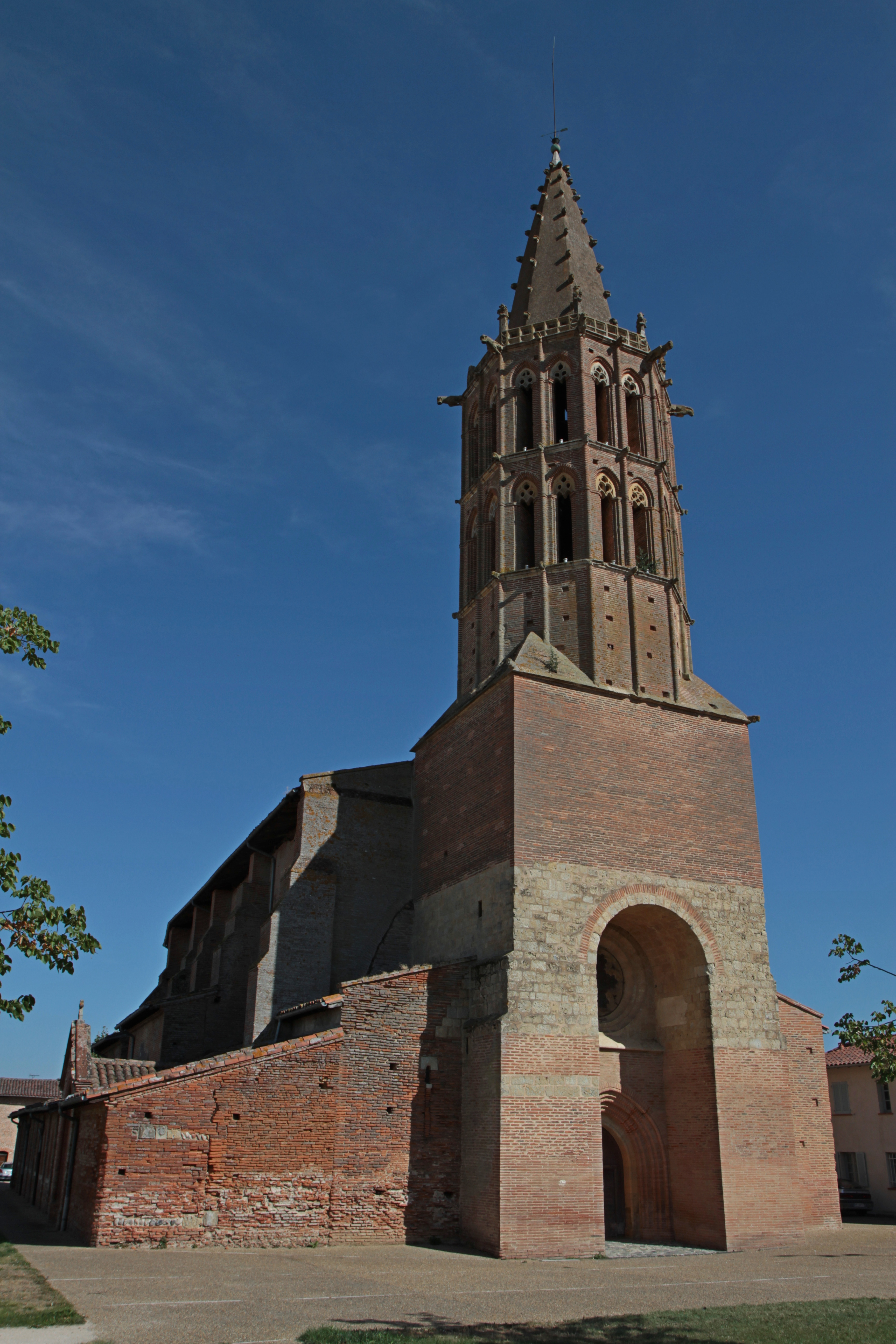
Kirche Saint-Sulpice
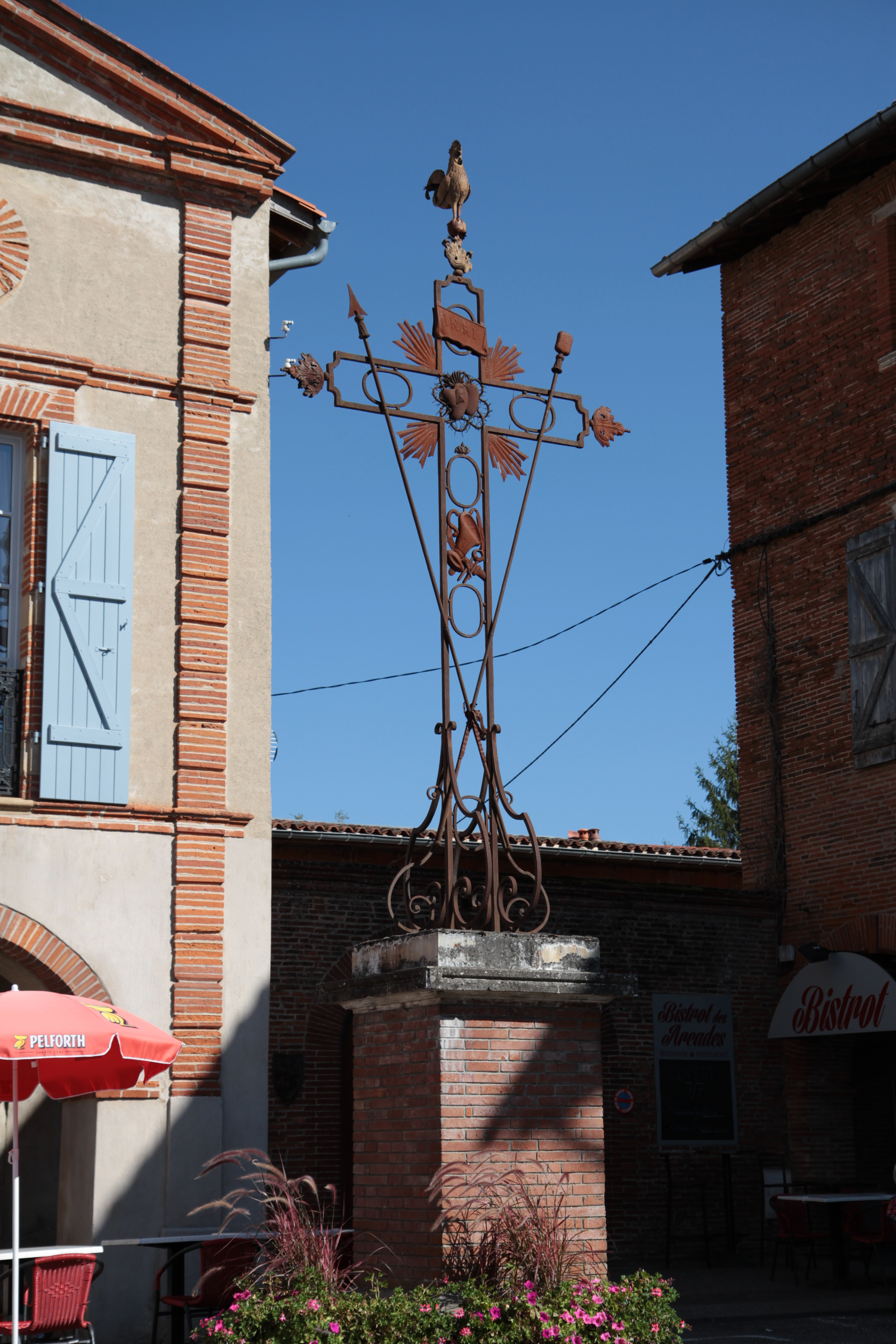
Eisenkreuz